# Gangnam Style
"Gangnam Style" (koreansk: 강남스타일) er en sydkoreansk sang, der fremføres af rapperen Park Jae-sang – også kendt som PSY (싸이). Sangen blev udgivet den 15. juli 2012 og opnåede på kort tid stor international opmærksomhed og omtaltes som fænomen i anerkendte nyhedskanaler som CNN, Wall Street Journal, Bloomberg, Washington Post og Los Angeles Times. 
PSY er uddannet ved Boston University og Berklee School of Music. 
Sangen, der er inden for genren K-pop, opnåede opmærksomhed som følge af de fængende rytmer, usædvanlige "heste-dansetrin" og humor i musikvideoen. Sangen synges på koreansk, og kun "sexy lady" synges et par gange på engelsk. Også "You know what I'm saying" synges en enkelt gang.

## International anerkendelse
Efter at "Gangnam Style" introduceredes på YouTube i juli 2012 var den pr. 19. september 2012 blevet set 480 millioner gange og var enkelte dage den mest viste musikvideo på både iTunes og YouTube. Sangen er også parodieret af utallige fans på YouTube, ligesom den også er fremført af Nelly Furtado.
Sangen toppede hitlisterne i Sydkorea og i USA Billboards K-Pop-liste. "Gangnam Style" nåede også førstepladsen i bl.a. Danmark, Storbritannien, Australien og Canada.
Den 17. september 2012 nomineredes "Gangnam Style" til 2012 MTV Europe Music Awards i kategorien "Bedste Video". En pris som PSY vandt i november. Samme måned rundede videoen 800 millioner views. Den 20. september 2012 blev "Gangnam Style" af Guinness World Records anerkendt som den video på YouTube, der havde modtaget flest "likes" (pr. 10. november 2012 over 5 millioner).
Den 21. december 2012 rundede musikvideoen hele 1 milliard visninger på YouTube og er nu den første video på YouTube til at runde så mange visninger. Det fejrede YouTube ved at sætte en lille dansende GIF-animation ved siden af visningstælleren på videoen.

## Gangnam
"Gangnam" er en rig og trendy bydel i Seoul, og "Gangnam Style" refererer til den luksuriøse livsstil i Gangnam. Selve sangen kan tolkes som en samfundskritisk parodi på livsstilen i bydelen. . PSY har selv sammenlignet Gangnam med Beverly Hills.